# 鹵鎓離子

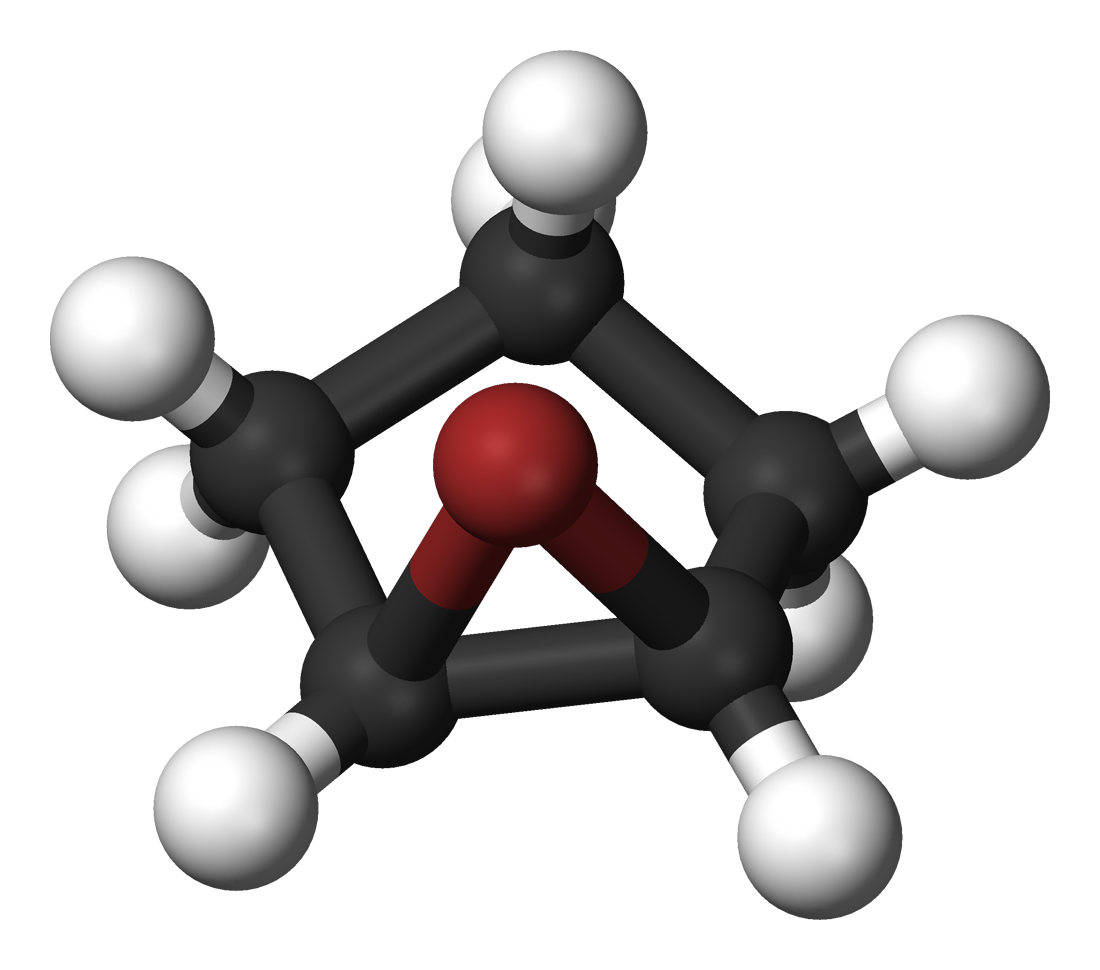
由环戊烯形成的溴正離子的球棒模型

鹵鎓離子（英語：halonium ion），又稱鹵陽離子，是任何含一個卤素原子的帶正電荷的鎓离子。這種陽離子的一般結構為R−−R′，其中X是任何鹵素，且R沒有限制。這個結構可以是環狀的，或是一個開鏈的分子結構。由氟、氯、溴、碘形成的鹵鎓離子分別稱為氟正离子（又稱氟鎓離子；國立編譯館舊譯）、氯正離子（氯鎓離子；）、溴正離子（溴鎓離子；）和碘正離子（碘鎓離子；）。經常提出為親電鹵化反應的中間體的三元環狀變體，在汉奇-威德曼杂环命名系统下可以稱為鹵素環丙烷正電子（haliranium ion）。

## 結構
鹵鎓離子的最簡單結構為H−−H (X = F, Cl, Br, I)。許多鹵鎓離子有三原子環狀結構，形似环氧化合物。這是用鹵鎓離子X+對C=C双键進行形式加成的結果，就像對烯烃加鹵素原子一樣。五元鹵鎓離子（如氯雜環戊烷正離子、溴雜環戊烷正離子）經過邻基参与效应的形成也得到大量的研究。
二芳基碘正離子（[Ar2I]+X–）是通常穩定的可分離鹽。它呈T形，其中的芳基相隔大約90度。
形成橋接鹵鎓離子的傾向順序為I > Br > Cl > F。碘和溴能夠輕易形成橋接碘鎓和溴正離子。氟正離子最近用在迫使孤氟對和碳陽離子中心幾乎相撞的經設計系統裡。實際上，就結構而言，對稱橋接鹵鎓離子，和與其中一個碳中心有長弱的鍵的不對稱鹵鎓離子，和沒有鹵鎓特徵的真β-鹵碳陽離子之間有一個連續體。平衡結構取決於碳原子和鹵素原子容納正電荷的能力。因此，橋接一级碳和三级碳的溴正離子往往會有一個歪斜的結構。它對（有明顯碳陽離子特徵的）三级中心有弱鍵，對一级中心有強鍵。這是因為三级碳讓正電荷穩定時需要增加穩定性。在更極端的情況下，如果三级中心是雙苄基的，離子就會傾向於使用開鏈結構。同樣地，將溴替換成氯會減弱橋接特徵，因為氯電負性較高，而與溴相比，它較不傾向於分享電子密度。 

## 反應性
這些離子通常只是短暫的反应中间体。它們非常活潑，歸因於鹵素在三元環的強環張力和正電荷。這個正電荷讓它們成為強的亲电体。在幾乎所有情況下，鹵鎓離子會在極短時間內被亲核体攻擊。即使它是一個弱的親核體，比如水，它也會攻擊鹵鎓離子。這可以用來製造卤代醇。 
鹵鎓原子有時候會重整成碳阳离子。這通常只發生在當碳陽離子是烯丙位或是苄位碳陽離子的時候。

## 歷史
鹵鎓離子首次在1937年由Roberts和Kimball假定，目的是為了解釋烯烃的卤素加成反应的反非對映選擇性。他們正確地說明，如果溴化中的初始反應中間體是開鏈X–C–C+，則可以圍著C–C单键旋轉，這樣會產生鹵素雙原子的syn和anti異構體各佔一半的混合物，但其實不然。他們也堅稱，一個帶正電荷的鹵素原子和氧原子是等电子体，而碳的電離勢與溴的相若。對於某些芳代烯，由於陽離子中間體的鹵鎓離子特徵減少或消失，反立體專一性會減弱或完全缺失。 
1970年，George A. Olah通過在−78 °C對五氟化锑和四氟甲烷在二氧化硫的配合物加入在二氧化硫的鹵代烷烴（溴甲烷或氯甲烷），成功製備並分離鹵鎓鹽二氧化硫蒸發後，這個過程留下了[H3C––CH3][SbF6]–晶體。它在室溫穩定，但會與水分反應。氟正離子最近被分離成低溫溶液（溶於二氧化硫或磺酰氟氯）。
環狀和無環氯鎓、溴鎓和碘鎓已经X射线衍射表征，比如下圖所示的雙(亞金剛基)溴正離子。
|        |          |
| 键线式 | 球棒模型 |

含有三價或四價鹵鎓離子的化合物不存在，但是一些假想化合物的穩定性已有理论计算推断。